# Interkosmos 8
Interkosmos 8 (Indeks COSPAR 1972-094A) - kolejny sztuczny satelita wystrzelony w ramach programu Interkosmos. Kontynuował programu zapoczątkowanego przez Interkosmos 2.

## Misja
Interkosmos 8 wystartował z Ziemi w dniu 1 grudnia 1972 roku (30 listopada 1972 o godz. 22:56 GMT). Parametry orbity miały wartość: perygeum 214 km, apogeum 679 km, okres obiegu 93,2 minuty, nachylenie orbity 71°. Przedmiotem badania była jonosfera Ziemi tj.koncentracja elektronów i jonów o ładunku dodatnim, temperatury elektronów i ich koncentracji między satelitą a powierzchnią Ziemi. Poza tym Interkosmos 8 rejestrował strumienie elektronów o energii ponad 40 keV i protonów o energii przekraczającej 1 MeV.  Odpowiednie do tego celu przyrządy zostały zbudowane w Bułgarii, Czechosłowacji, NRD i Związku Radzieckiego. Obserwacje prowadzono także na Kubie.

Aparatura satelity działała do 1 lutego 1973 roku, a satelita istniał do 2 marca 1973 roku i wykonał ogółem 2665 okrążeń Ziemi.